# Weihui
Koordinaten: 35° 26′ N, 114° 3′ O
Die kreisfreie Stadt Weihui (chinesisch 衛輝市 / 卫辉市, Pinyin Wèihuī Shì) gehört zum Verwaltungsgebiet der bezirksfreien Stadt Xinxiang in der zentralchinesischen Provinz Henan.
Weihui hat eine Fläche von 865 km² und 490.700 Einwohner (Stand: Ende 2018).

## Administrative Gliederung
Auf Gemeindeebene setzt sich Weihui aus sieben Großgemeinden und sechs Gemeinden zusammen. Diese sind:
- Großgemeinde Jishui (汲水镇), Zentrum, Sitz der Stadtregierung;
- Großgemeinde Taigongquan (太公泉镇);
- Großgemeinde Sunxingcun (孙杏村镇);
- Großgemeinde Houhe (后河镇);
- Großgemeinde Liyuantun (李源屯镇);
- Großgemeinde Tangzhuang (唐庄镇);
- Großgemeinde Shanglecun (上乐村镇);
- Gemeinde Shibaotou (狮豹头乡);
- Gemeinde Andu (安都乡);
- Gemeinde Dunfangdian (顿坊店乡);
- Gemeinde Liuzhuang (柳庄乡);
- Gemeinde Pangzhai (庞寨乡);
- Gemeinde Chengjiao (城郊乡).